# Águas Profundas
Águas Profundas é o terceiro álbum ao vivo do cantor David Quinlan lançado em dezembro de 2004. O show de gravação do disco foi realizado em novembro de 2003 na Igreja Bíblica da Paz, contudo uma série de contratempos fez com que o lançamento da obra fosse adiada. A sonoridade é, em sua maior parte, um rock cristão. O trabalho recebeu elogios da crítica especializada.

## Faixas
| Faixa | Título                   | Compositor | Duração |
| ----- | ------------------------ | ---------- | ------- |
| 1     | "Águas Profundas"        |            | 7:01    |
| 2     | "Palavras me Faltam"     |            | 8:34    |
| 3     | "Correndo"               |            | 9:31    |
| 4     | "Espontâneo"             |            | 7:59    |
| 5     | "Esconda-me na Nuvem"    |            | 7:26    |
| 6     | "Irresistível"           |            | 11:26   |
| 7     | Meu Prazer"              |            | 11:38   |
| 8     | "Filho de Davi"          |            | 8:47    |
| 9     | "Não Há Ninguém como Tu" |            | 6:04    |